# Pelargonium elongatum
Pelargonium elongatum är en näveväxtart som först beskrevs av Antonio José Cavanilles, och fick sitt nu gällande namn av Ernst Gottlieb von Steudel. Pelargonium elongatum ingår i släktet pelargoner, och familjen näveväxter. Inga underarter finns listade i Catalogue of Life.